# Bracon planiventris
Bracon planiventris är en stekelart som beskrevs av Dalla Torre 1898. Bracon planiventris ingår i släktet Bracon och familjen bracksteklar. Inga underarter finns listade.